# Волпи
Волпи (рос. Волпи) — присілок у Волосовському районі Ленінградської області Російської Федерації.
Населення становить 8 осіб. Належить до муніципального утворення Большеврудське сільське поселення.

## Історія
Від 1 серпня 1927 року належить до Ленінградської області.

## Населення
| 1838 | 1862 | 1997 | 2007 | 2010 | 2013 | 2014 |
| ---- | ---- | ---- | ---- | ---- | ---- | ---- |
| 174  | ↘100 | ↘10  | ↘7   | ↗15  | ↘9   | →9   |
| 2017 |      |      |      |      |      |      |
| ↘8   |      |      |      |      |      |      |